# کوینولیزیدین
کوینولیزیدین (به انگلیسی: Quinolizidine) با فرمول شیمیایی C۹H۱۷N یک ترکیب شیمیایی با شناسه پاب‌کم ۱۱۹۰۳۶ است. که جرم مولی آن ۱۳۹٫۲۴ می‌باشد. 